# Горшенин, Вячеслав Дмитриевич
Вячеслав Дмитриевич Горшенин (22 марта 1928 Уральск, Казахская ССР, СССР — январь 2008 года) — казахский советский партийный и государственный деятель. Председатель Мангышлакского облисполкома (1977—1985).

## Биография
Родился 22 марта 1928 года в городе Уральск.
В 1947 году окончил Уральский сельскохозяйственный техникум.
В 1956 году окончил Новосибирский инженерно-строительный институт по специальности Техник-строитель, более 5 лет работал в Новосибирской области инженером-строителем. В 1961 году вернулся в Казахстан.

## Трудовая деятельность
С 1947 по 1948 годы — Техник-строитель Уральского горкомхоза.
С 1956 по 1961 годы — Главный инженер, начальник СУ треста «Новосибоблстрой».
С 1961 по 1963 годы — Начальник ПТО треста «Уральскпромстрой», главный инженер треста «Уральсксельстрой».
С 1963 по 1965 годы — Заведующий отделом строительства Уральского обкома партии.
С 1965 по 1971 годы — Заместитель председателя Кзыл-Ординского облисполкома.
С 1971 по 1972 годы — Заместитель министра местной промышленности КазССР.
С 1971 по 1977 годы — Секретарь Актюбинского обкома партии.
С 1977 по 1985 годы — Председатель Мангышлакского облисполкома.
С 1985 года персональный пенсионер.
Скончался в январе 2008 года.

## Выборные должности, депутатство
С 1980 по 1984 годы — Депутат Верховного Совета Казахской ССР X созыва.

## Награды
Дважды награждался орденом «Знак Почёта», орденами Трудового Красного Знамени, Дружбы Народов, медалями и почётными грамотами.
17 сентября 1998 года решением Актауского городского маслихата Горшенину В. Д. присвоено звание «Почётный гражданин города Актау».
Награждён Почётной грамотой Верховного Совета Казахской ССР и др.